# 夕佳山镇
夕佳山镇，是中华人民共和国四川省宜宾市江安县下辖的一个乡镇级行政单位。2019年8月，撤销蟠龙乡和底蓬镇，将其所属行政区域和留耕镇黄土村所属行政区域划归夕佳山镇管辖。

## 行政区划
夕佳山镇下辖以下地区：
夕佳山社区、坝上村、坡上村、铜盆村、沙塘村、沙子村、安乐村、中峰村、石冲村、安远村、天会村、寨子村、五里村和横石村、蟠龙社区、陈家村、蟠龙村、裕龙村、马引村、合口村、柏香林村、骑龙村、石宝村、泉塘村、手巾村、铁坎村、共同村、新安村、石马村、李岩村和联合村、底蓬社区、底蓬村、吉庆村、文武村、元通村、金银村、小阳村、石龙村、白家村、茶元村、下午村、李湾村、月台村、水村、梅溪村、邵湾村、大田村和元述村、黄土村。

## 中国传统村落
2013年8月，五里村被评为第二批中国传统村落。